# Полная занятость
Полная занятость (англ. full employment) — уровень занятости, при котором существует фрикционная и структурная безработица, но нет циклической безработицы, при этом экономика использует все имеющиеся и пригодные ресурсы для производства товаров и услуг; ситуация, при которой реальный чистый национальный продукт (ЧНП) равен потенциальному ЧНП.

## Определение
Согласно К. Р. Макконнеллу и С. Л. Брю полная занятость — ситуация, при которой экономика использует все пригодные производственные ресурсы, обеспечивая занятость всех, кто хочет и способен трудиться. Таким образом, полная занятость достигается в ситуации, когда безработица не превышает свой естественный уровень.
Полная занятость (с точки зрения макроэкономики) — ситуация, при которой происходит полное использование всех экономических ресурсов страны, и в первую очередь — рабочей силы. Со времен Кейнса правительства стран обычно видели конечной целью своей экономической политики достижение полной занятости. Существует достаточно малая вероятность, что подобная ситуация может когда-либо возникнуть в реальной жизни, даже в условиях существенного превышения спроса над предложением на рынке труда. Полная занятость предполагает практическое отсутствие безработицы. При полной занятости и при полном использовании всех экономических ресурсов, а также при отсутствии всех отрицательно-воздействующих факторов на национальную экономику, фактический ВВП может быть равен потенциальному ВВП.
Полная занятость (с точки зрения микроэкономики) — ситуация в отдельно взятом субъекте хозяйствования, которая подразумевает полное отсутствие свободных рабочих мест, а также полное использование экономических ресурсов субъекта хозяйствования для достижения производства максимального объёма продукции и прибыли. Существует достаточно высокая вероятность, что подобная ситуация может возникнуть на каком-либо субъекте хозяйствования в реальной жизни, даже в условиях существенного превышения спроса над предложением на рынке труда.